# Paraphausis eximia
Paraphausis eximia är en skalbaggsart som beskrevs av Green 1949. Paraphausis eximia ingår i släktet Paraphausis och familjen lysmaskar. Inga underarter finns listade i Catalogue of Life.